# 伍茲維爾 (新罕布什爾州)
伍茲維爾（英語：Woodsville）是位於美國新罕布什爾州格拉夫頓縣的普查規定居民點。

## 人口
根據2020年美國人口普查的數據，伍茲維爾的面積為4.86平方千米，當中陸地面積為4.79平方千米，而水域面積為0.07平方千米。當地共有人口1431人，而人口密度為每平方千米294.44人。